# Маалот-Таршиха
Маалот-Таршиха (івр. מַעֲלוֹת-תַּרְשִׁיחָא‏‎) — місто в Ізраїлі. Засноване в 1963 році, шляхом об'єднання поселень Маалот і Таршиха.

## Географія
Місто розташоване за двадцять кілометрів від узбережжя Середземного моря, в горбистій місцевості, на висоті 600 метрів над рівнем моря. Клімат сухий та прохолодний. Біля міста розташована давня фортеця хрестоносців Монфор.

## Міста-побратими
- Азербайджан, Губа
- США, Гаррісберг
- Росія, Біробіджан